# 若弗魯瓦二世 (安茹)
若弗魯瓦二世（法語：Geoffroy II d'Anjou，1006年—1060年11月14日），安茹伯爵，富爾克三世之子，1040年至1060年在位。
1032年，若弗魯瓦二世與勃艮第的阿格尼絲結婚，兩人沒有子女。1060年若弗魯瓦二世去世，其外甥若弗魯瓦三世繼位。